# Oscar Steen
Oscar Steen (Vladslo, 5 juni 1896 - Diksmuide, 31 januari 1987) was een Belgisch politicus.

## Levensloop
Steen was burgemeester van Vladslo van 1 januari 1953 tot 26 mei 1971. Hij volgde in deze hoedanigheid Cyriel Van Hulle op, zelf werd hij opgevolgd door Marcel Decoster.